# パールシー
パールシー、パールスィー(ヒンディー語: पारसी、Pārsī)とは、インドに住むゾロアスター教の信者である。

## 概要
サーサーン朝の滅亡を機にイランのゾロアスター教徒のなかにはインドのグジャラート地方に退避する集団があり、現在、インドはゾロアスター教信者の数の最も多い国となっている。今日では同じ西海岸のマハーラーシュトラ州のムンバイ（旧称ボンベイ）にゾロアスター教の中心地があり、開祖のザラスシュトラが点火したと伝えられる炎が消えることなく燃え続けている。
インドでは、ペルシャ人を意味するパールシーと呼ばれ、数としては少ないが非常に裕福な層に属する人や政治的な影響力をもった人々の割合が多い。インド国内で少数派ながら富裕層が多く社会的に活躍する人が多い点は、シク教徒と類似する。インドの二大財閥のひとつであるタタは、パールシーの財閥である。
寺院はマハーラーシュトラ州のムンバイとプネーにいくつかあり、ゾロアスター教徒のコミュニティを作っている。寺院にはゾロアスター教徒のみが入る事が出来、異教徒の立ち入りは禁じられている。神聖な炎は全ての寺院にあり、ペルシャから運ばれた炎から分けられたものである。寺院内には偶像はなく、炎に礼拝する。
ロシア人オカルティストのヘレナ・P・ブラヴァツキーに始まる近代神智学に相当大きな影響を受けている。
インド国内のゾロアスター教徒のほとんどはムンバイとプネーに在住している。またグジャラート州のアフマダーバードやスーラトにも寺院があり、周辺に住む信者により運営されている。

## 歴史
936年（716年説もあり）に、イランから移住した。4つあるいは5つの船に乗ってイランから、インドのグジャラート州南部のサンジャーンにたどり着き、現地を支配していたヒンドゥー教徒の王ジャーディ・ラーナーの保護を得て、周辺地域に定住することになった。船の大きさや乗っていた人の数などの詳細は伝えられていない。神官団はサンジャーン定住5年にして、使者を陸路イラン高原のホーラサーン州に派遣し、同地のアータシュ・バフラーム級聖火をサンジャーンに移転させたという。アータシュ・バフラーム級聖火は、イラン高原では三大聖火につぐ第二ランクの聖火であったが、インド亜大陸にはこのランクの聖火しか招来されなかったので、インド・ゾロアスター教最高の聖火としての尊崇を一身にあつめることとなった。この火は現在では八つに分祀され、ボンベイ、スーラト、ナヴサーリー、ウドワーダーに安置され、その中でもウドワーダーのアータシュ・バフラーム級聖火が特にイーラーン・シャー（イランの王）と呼ばれ、八つの聖火のなかでも本流と位置づけられている。
パールシーの共同体の伝承では、グジャラートのマハラジャとの間で次の様なやりとりがあった。
パールシーの代表者がマハラジャに定住の希望を伝えるが、マハラジャは「あなた方のための場所は残っていない」と答えた。代表者はコップに一杯のミルクを希望した。ミルクをコップに注いだあと、スプーン一杯の砂糖を溶かしこむが、コップからは一滴のミルクもこぼれることはなかった。そうして、「このように私達がこの地に溶けこみ、地域を甘くすることが出来ます」と述べた。この話に感銘したマハラジャは、布教を行わないという条件で定住を許可した。
ゾロアスター教徒は、ゾロアスター教の父を持つものだけという条件である。女性を嫁がせてゾロアスター教徒を増やすことはできない。パールシーの一団はグジャラート内で素朴な農民としての暮らしを始めた。
イギリスがインドに進出した後に、理由は知られていないが、イギリス人がパールシーのサポートを始めることになる。理由として考えられているのは、インド国内でマイノリティーであるパールシーとその他の勢力の間に闘争を作り出し、分割統治を行いやすくすること。パールシーがインドで混血していないのでヨーロッパ人に近い外見をもつのでパールシーをイギリス人とインド人の間に置いて、パールシーに命令する地位を持たせることなど。また、混血していないアーリア人である事などが推測される。
更に、東インド会社によりパールシーの位置は高められて、ほとんどのパールシーはグジャラートからボンベイ（現在のムンバイ）に移住した。主に貿易によってパールシーは財力をつけて行くことになる。伝わる話によれば、イギリス人がアヘンの貿易により中国から追放されたあと、イギリス人のサポートの元にパールシーがアヘンの貿易を行っていたという。この結果、インドの独立時にはパールシーは強い経済力と、支配的な地位や人々の上に立つためのノウハウを身につけていた。

### 神智学協会の影響
パールシーは、1875年にロシア人オカルティストのヘレナ・P・ブラヴァツキーとアメリカ人ヘンリー・スティール・オルコットが設立した神智学協会の神智学から相当に大きな影響を受けている。また逆に、1879年に神智学協会がインドに進出してマドラスに本拠地を置いた当初には会員の半分がパールシーだった程、神智学協会におけるパールシーの勢力も大きく、オルコットは神智学協会が説くオカルト科学とゾロアスター教は一致した内容を持つと考えていた。パールシーと神智学協会は共にゾロアスター教の教義が時代遅れでないことを証明しようとした。近代化に反発するパールシーは、神智学協会の反物質主義的な思想を歓迎した。神智学協会によるパールシーの宗教儀式への秘教的意味付けを、儀式を無意味であるという批判への反論を可能にするものとして歓迎する人もいた。また、神智学協会は善・悪の二神を人間心性の二傾向として理解し、ブラヴァツキーは人間を導く天使と悪魔はその人の心の上位自己と下位自己であるとしたが、改革派パールシーはこれを受けて、善神アフラ・マズダを上位自己、悪神アンラ・マンユを悪しき欲望、下位自己であると考えた。
両者の関係は、キリスト教宣教師によるゾロアスター教への攻撃、イギリス統治下でのパールシーの経済的成功からパールシー社会に広まった拝金主義と宗教的無関心、パールシー司祭階級の堕落への危機感といった背景がある。神智学協会は、ゾロアスター教は一神教であり輪廻転生の教義 を持つと考え、菜食主義などゾロアスター教と関係のない習慣もパールシーに持ち込んでおり、パールシーの伝統と思想を脅かすという懸念も少なくなかった。パールシーの神智学徒たち（パールシー神智学）は、開祖ザラスシュトラを神智学の「知恵のマスター」たちよりもさらに偉大な神的存在であると考えた。また、オルコットがフリーメーソンに入会していたこともあり、フリーメイソンの支部がパールシーに作られ多くの知識人が入会した。
世界同胞思想、反植民地思想を持つ神智学協会には社会思想・社会活動としての面があり、W・P・Wadiaが設立したインド最初の労働組合など、現実的な問題に関心を向ける進歩的なパールシーと共に行った社会活動も少なくない。
パールシーによるゾロアスター教的オカルト運動、または神智学をゾロアスター教化したものとして、エルメ・フシュヌームがある。

## 現状
少数派の民族として生き残るために、パールシーは共同体ともいえるネットワークを作り出し、お互いに協力している。イランから持ち運ばれた火の燃えるパールシーの寺院はムンバイとプネーにいくつかあるが、異教者の入場は認められていない。パールシーは裕福な層が多く、教育や文化度が高い。
2010年現在、6万1千人程のパールシーがインド国内にいるといわれるが、数は減少傾向にある。10年ほど前には6万9千人だった。理由は、現在もパールシーはグジャラートのマハラジャとの約束を守っていることにある。父親がゾロアスター教でなければ信徒となれず、女性が異教徒と結婚した場合は、信仰を捨てなければならないからである。
パールシーは数世代前までは子供は5人程度もつのが一般的であった。しかし最近はその生活水準の高さから、結婚や子供の数が欧米や日本のような少子化傾向になっている。1人かせいぜい2人、場合によっては一生を独身のままで子供を作らない男性もいる（その宗教的背景から女性の結婚は増加に寄与しない）。この結果、年々パールシーの数は減少している。タタ財閥の相続が行われた際に、タタの名字をもつ相続者は1人しかいなかったといわれている。
インド独立運動にかかわったパールシーの政治家フェーローズ・ガーンディーは、後年インドの初代首相となったジャワハルラール・ネルーと親しくなって、ネルーの一人の娘でありのちにインドの第3代首相となったインディラ・ガンディーと結婚した。ただし、ガンディーの家族名はグジャラート出身者に多い名前で、必ずしもパールシーだけの家族名ではない。

## 著名な人物
- フレディ・マーキュリー-イギリスのロックバンド・クイーンのボーカリスト、当時イギリス領だったタンザニア・ザンジバル島でパールシーの両親の下に生まれ、子供時代にインドへ移住した。
- ズービン・メータ - インド出身の指揮者。
- カイホスルー・シャプルジ・ソラブジ - イギリスの作曲家、ピアニスト
- パーシス・カンバッタ-元ミスインド、女優。スター・トレックなどに出演。

## その他

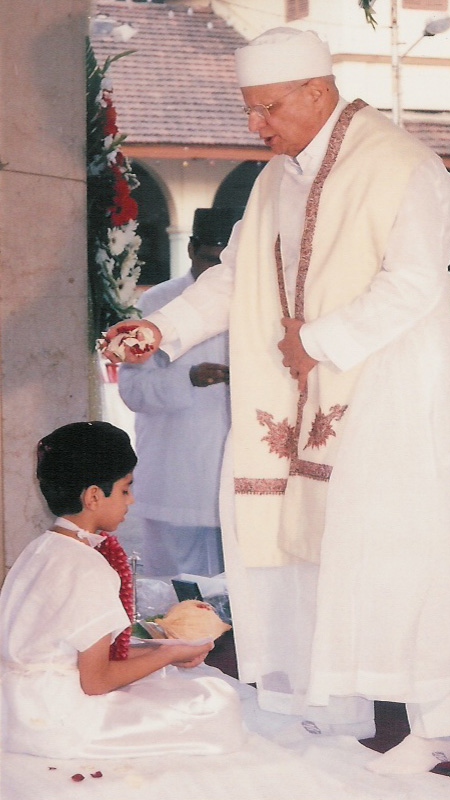
19世紀から続く学者神官一族ジャーマースプ・アーサー家の第6代当主カイ・ホスロウ[5] によるパールシー教入信の儀式、Navjote
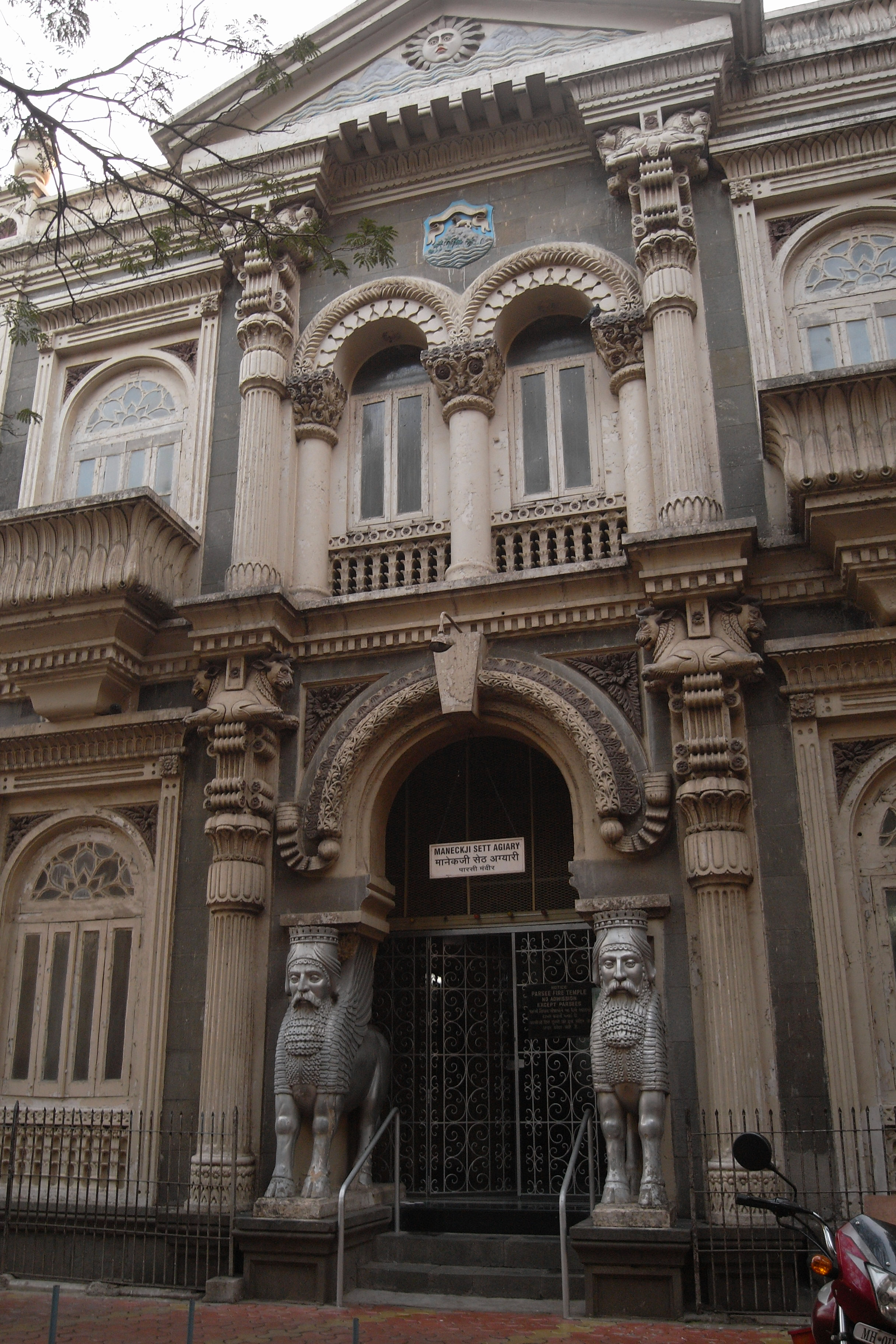
ゾロアスター教寺院・ムンバイ
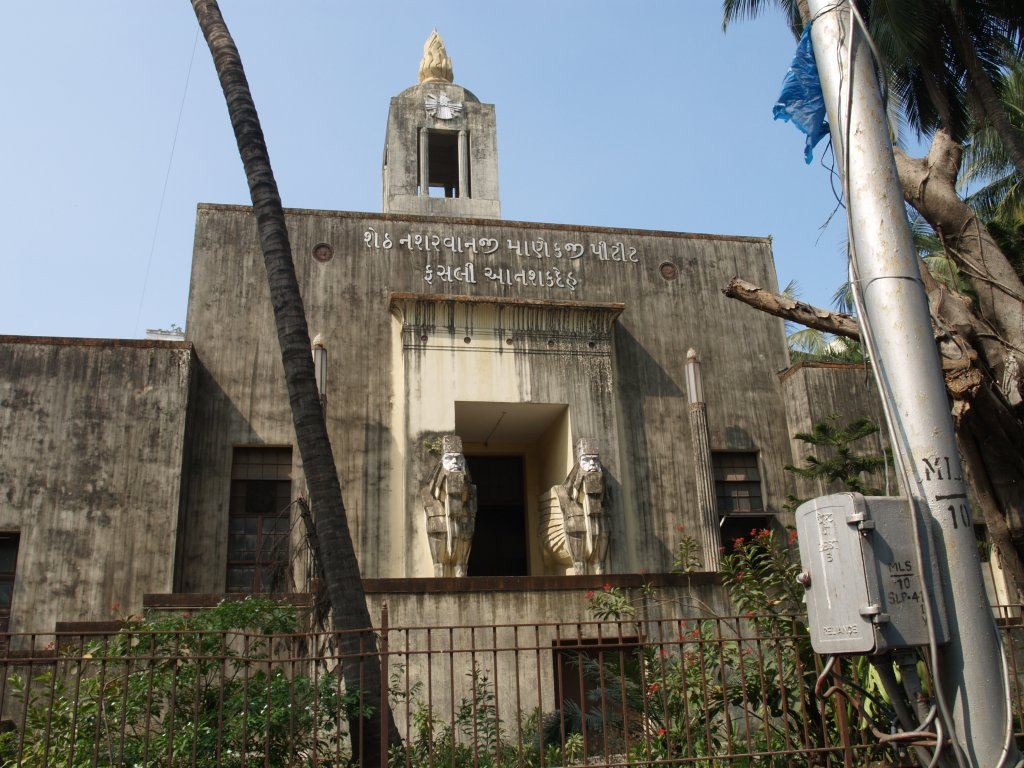
ゾロアスター教寺院・ムンバイ
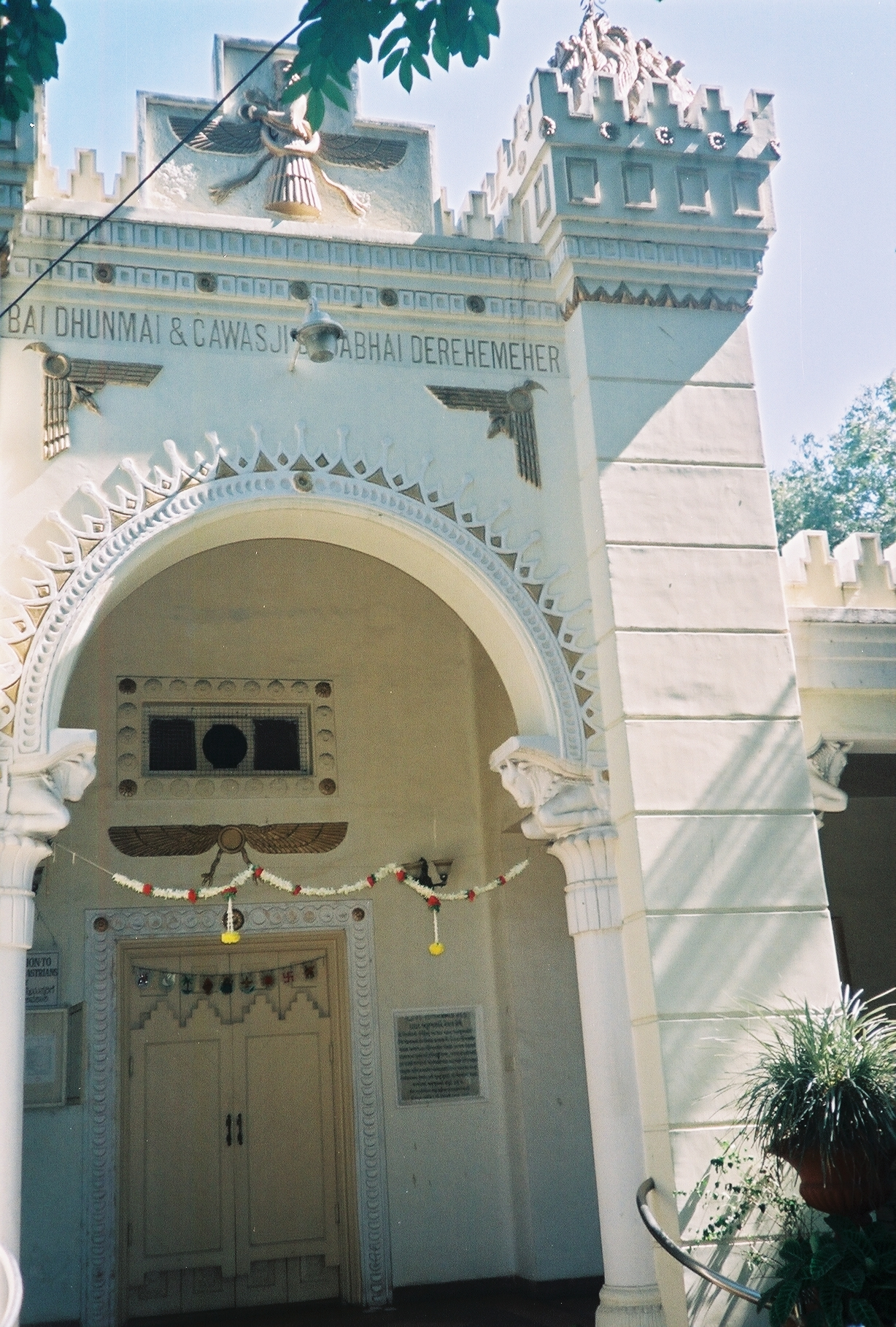
ゾロアスター教寺院・バンガロール
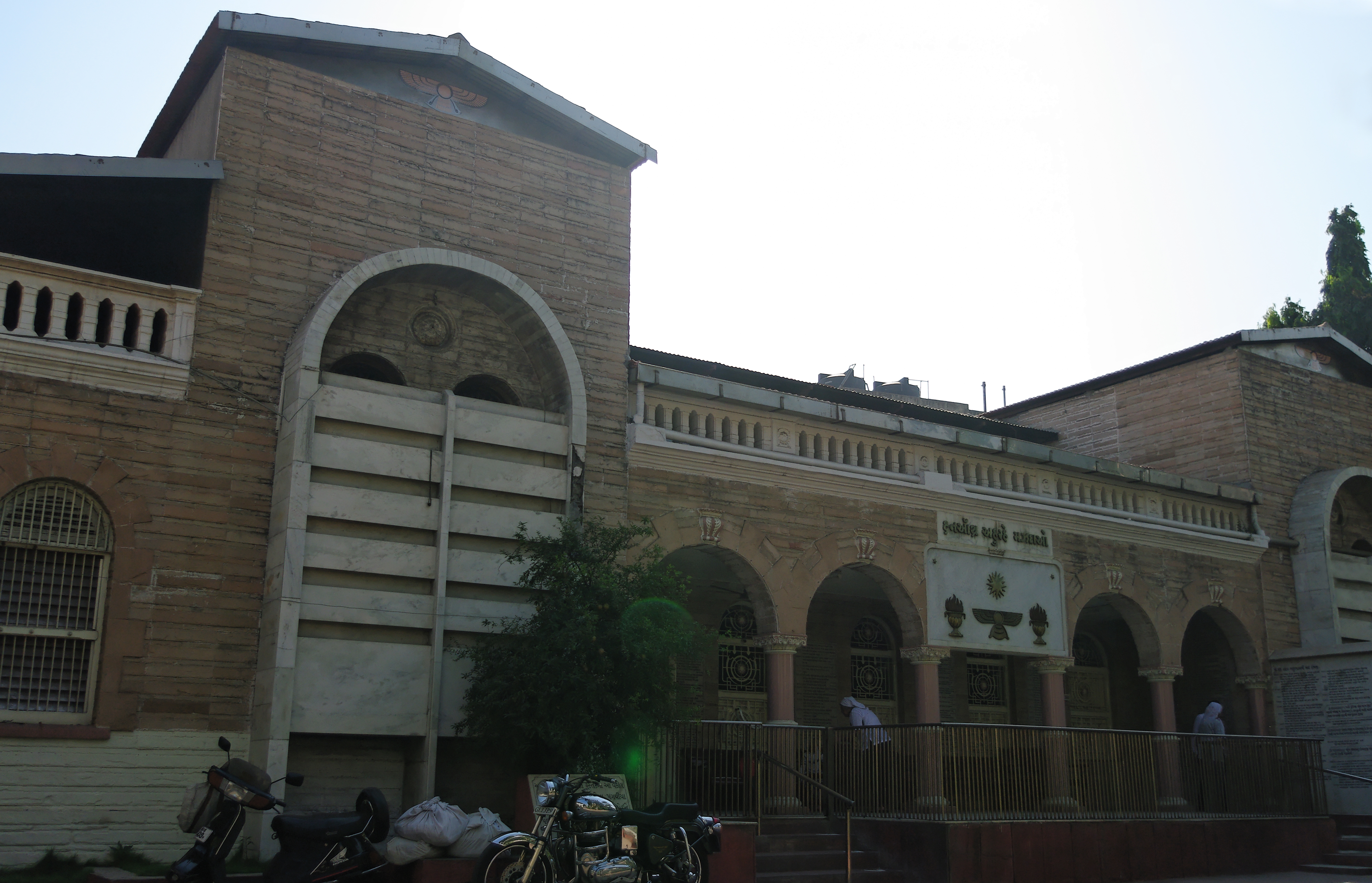
ゾロアスター教寺院・アフマダーバード
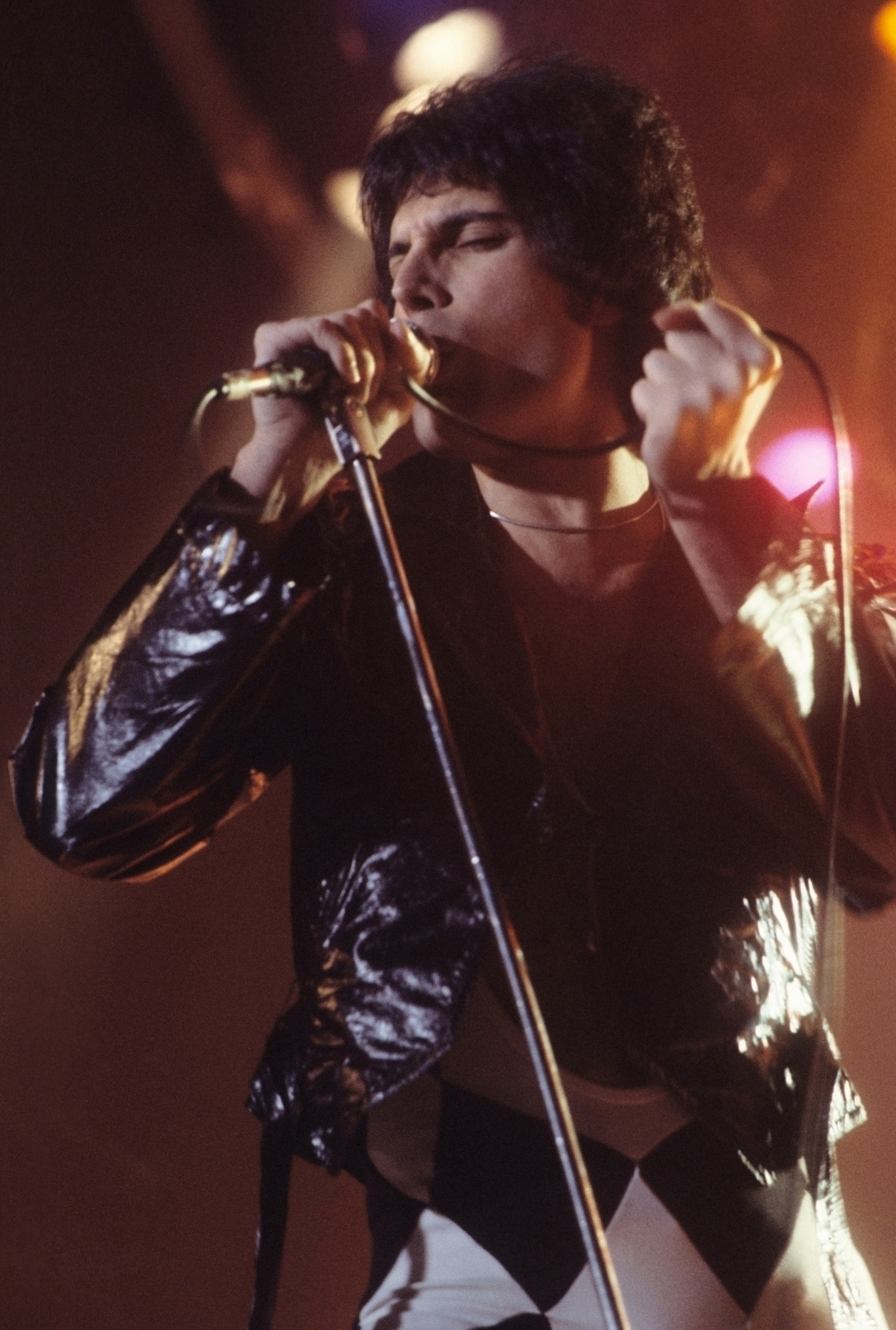
フレディ・マーキュリー
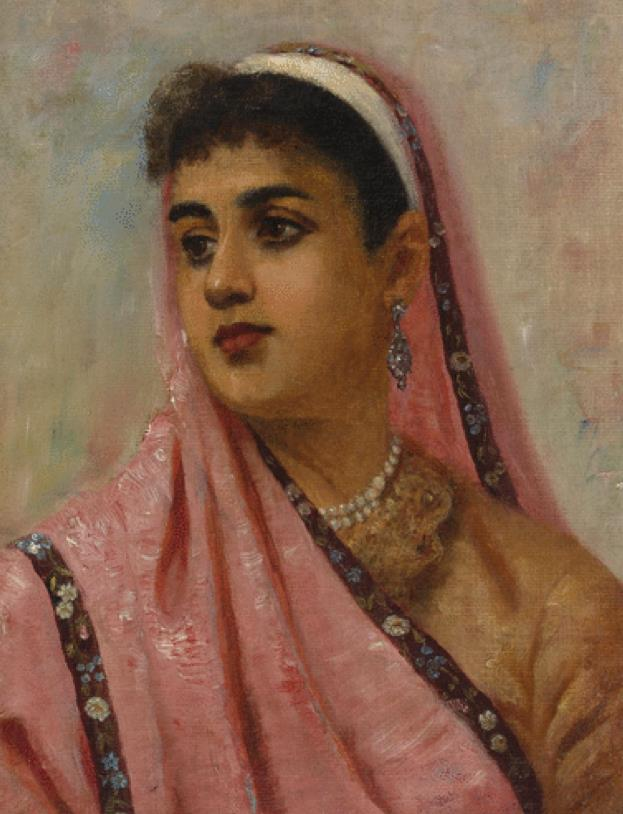
パールシーの少女(画:ラヴィ・ヴァルマ)
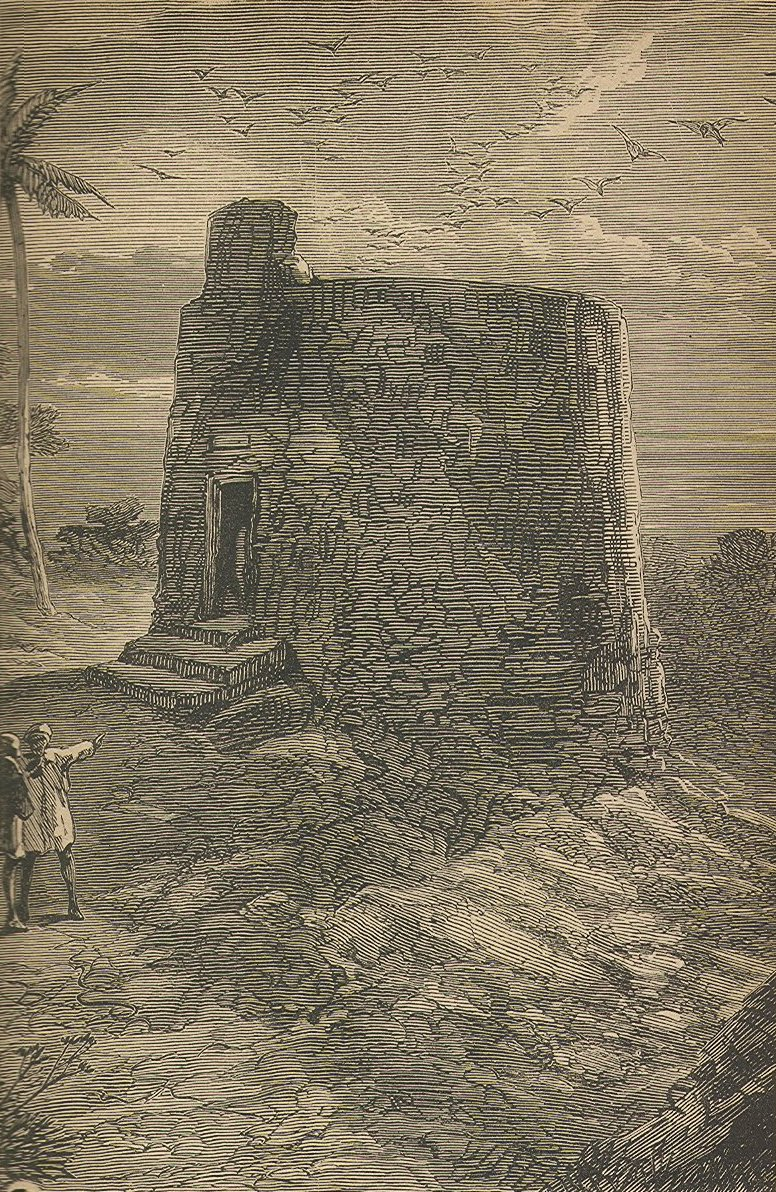
ムンバイに建設された沈黙の塔